# Allopterigeron
Allopterigeron es un género de plantas con flores de la familia de las asteráceas. Fue descrito y clasificado como un género en 1981.
Solo hay una especie ya conocida y descrita llamada Allopterigeron filifolius. Allopterigeron filifolius es endémica de Australia. Se encuentra más frecuentemente en Queensland y el territorio del norte de Australia.

## Descripción
Es un género de plantas  herbáceas y anuales. Allopterigeron posee hojas simples, sésiles, sin peciolo y caulinares. La filotaxia de este género es alterna.